# Pedicularis steiningeri
Pedicularis steiningeri är en snyltrotsväxtart som beskrevs av Bonati. Pedicularis steiningeri ingår i släktet spiror, och familjen snyltrotsväxter. Inga underarter finns listade i Catalogue of Life.